# ميتشيكو نومورا
ميتشيكو نومورا (باليابانية: 野村 道子) هي ممثلة يابانية، ولدت في 31 مارس 1938 بيوكوهاما في اليابان.

## أعمال

### أفلام
- (2002) اليوم الذي ولدت فيه

## وصلات خارجية
- ميتشيكو نومورا على موقع IMDb (الإنجليزية)
- ميتشيكو نومورا على موقع قاعدة بيانات الفيلم (الإنجليزية)
- ميتشيكو نومورا على موقع ANN person (الإنجليزية)